# Lista das constituições nacionais
Esta é uma lista das Constituições Nacionais em vigor.
| Estado             | Data                    | Nº de constituições adotadas | Ref.                                    |
| ------------------ | ----------------------- | ---------------------------- | --------------------------------------- |
| Afeganistão        | 26 de janeiro de 2004   | 7                            | [ 1 ] [ 2 ] [ 3 ] [ 4 ] [ 5 ] [ 6 ]     |
| Albânia            | 28 de novembro de 1998  | 11                           | [ 7 ]                                   |
| Alemanha           | 8 de maio de 1949       | 7                            | [ 8 ] [ 9 ] [ 10 ] [ 11 ] [ 12 ] [ 13 ] |
| Andorra            | 2 de fevereiro de 1993  | 2                            |                                         |
| Angola             | 21 de janeiro de 2010   | 3                            |                                         |
| Argélia            | 8 de setembro de 1963   | 4                            |                                         |
| Argentina          | 1 de maio de 1853       | 3                            |                                         |
| Arménia            | 5 de julho de 1995      | 5                            |                                         |
| Austrália          | 1 de janeiro de 1901    | 1                            |                                         |
| Áustria            | 1 de outubro de 1920    | 7                            |                                         |
| Azerbaijão         | 12 de novembro de 1995  | 4                            |                                         |
| Antígua e Barbuda  | 1 de novembro de 1981   | 1                            |                                         |
| Bangladesh         | 16 de dezembro de 1972  | 3                            |                                         |
| Bahrein            | 14 de fevereiro de 2002 | 2                            |                                         |
| Barbados           | 30 de novembro de 1966  | 1                            |                                         |
| Bielorrússia       | 15 de março de 1994     | 5                            |                                         |
| Belize             | 21 de setembro de 1981  | 4                            |                                         |
| Benim              | 1 de dezembro de 1990   | 3                            |                                         |
| Bolívia            | 7 de fevereiro de 2009  | 17                           |                                         |
| Bósnia-Herzegovina | 14 de dezembro de 1995  | 3                            |                                         |

- Brasil: promulgada em 5 de outubro de 1988.
- Eslovênia: adotada em 23 de dezembro de 1991.
- Estados Unidos: 17 de setembro de 1787; efetiva em 4 de março de 1789.
- Finlândia: 1 de março de 2000.
- França: adotada 18 de maio de 1804.
- Gâmbia: aprovada pelo referendo nacional em 8 de agosto de 1996; efetiva em 16 de janeiro de 1997.
- Geórgia: aprovada em 24 de agosto de 1995.
- Gana: aprovada em 28 de abril de 1992.
- Grécia: 11 de junho de 1975; emenda em março de 1986 e abril de 2001.
- Groenlândia: 5 de junho de 1953 (constituição dinamarquesa).
- Granada: 19 de dezembro de 1973.
- Guiné: 23 de dezembro de 1990 (Loi Fundamentale).
- Guiana: 6 de outubro de 1990.
- Iêmen: 16 de maio de 1991; emenda em 29 de setembro de 1994 e fevereiro de 2001.
- Ilhas Salomão: 7 de julho de 1978.
- Jamaica: 6 de agosto de 1962.
- Japão: 3 de maio de 1947.
- Kiribati: 12 de julho de 1979.
- Liechtenstein: 5 de outubro de 1921.
- Luxemburgo: 17 de outubro de 1968; revisões ocasionadas.
- Paraguai: 26 de outubro de 1966
- Portugal: Aprovada em 2 de Abril de 1976 e entrada em vigor a 25 de Abril de 1976 (ver Constituição portuguesa)
- San Marino: 8 de outubro de 1600.
- Síria: 13 de março de 1973.
- Sri Lanka: adotada em 16 de agosto de 1978, certificada em 31 de agosto de 1978.
- Suécia: 1 de janeiro de 1975.
- Tailândia: Constituição assinada pelo rei em 24 de agosto de 2007.
- Tanzânia: 25 de abril de 1977; maiores revisões em outubro de 1984.
- Timor-Leste: 22 de março de 2002 (baseada no modelo português).
- Trinidad e Tobago: 1 de agosto de 1976.
- Turquia: 7 de novembro de 1982.
- Turquimenistão: adotada em 18 de maio de 1992.
- Ucrânia: adotada em 28 de junho de 1996.
- Uruguai: 27 de novembro de 1966, efetiva em 15 de fevereiro de 1967; suspensa em 27 de junho de 1973, nova constituição
- Uzbequistão: adotada em 8 de dezembro de 1992.
- Vanuatu: 30 de julho de 1980.
- Venezuela: 30 de dezembro de 1999.
- Vietnã: 15 de abril de 1992.
- Wallis e Futuna: 4 de outubro de 1958 (constituição francesa).
- Zâmbia: 24 de agosto de 1991; emenda em 1996 para estabelecer termos de limite presidencial.
- Zimbábue: 21 de dezembro de 1979.